# Зелёные (Люксембург)
Зелёные (Люксембургский: Déi Gréng, Французский: Les Verts, Немецкий: Die Grünen) — политическая партия зелёных в Люксембурге.

## История партии

### 1983—1993
Люксембургские зеленые были основаны 23 июня 1983 года как Зелёная альтернативная партия (GAP). Среди его основателей были люди, участвовавшие в движении за мир и движении против атомной электростанции в Люксембурге. Многие из них были выходцами из левых социалистических группировок, отколовшихся от Люксембургской социалистической рабочей партии и от бывшего маоистского движения, которое уже в 1979 году было вовлечено в Предвыборный альтернативный список-сопротивление. На выборах 1984 года партия получила два места в Палате депутатов. Однако в 1985 году GAP разделился, и его более консервативное крыло основало экологическую инициативу «Зеленый список» (GLEI). Они соревновались отдельно на выборах 1989 года, где каждый получил по два места.

### 1994—2003
В 1994 году обе партии представили общий список для участия в выборах. Они завоевали пять мест в Палате, получив почти 11 % голосов, что сделало их четвёртой по силе силой в парламенте. На европейских выборах того года, которые совпали с национальными выборами, партия получила одно из шести мест, отведенных Люксембургу. В 1995 году обе партии официально объединились. В том же году евродепутат Юп Вебер снова покинул партию, образовав Альянс Зеленых либералов и присоединившись к Европейский радикальный альянс в Европейском парламенте.
На выборах 1999 года партия потеряла значительное число голосов (упав до 9 %), но сохранила свои пять мест в палате и вновь получила одно место в Европейском парламенте.

### 2004 — наше время
В 2004 году «Зеленые» восстановили позиции, которые они потеряли в 1999 году, и получили два дополнительных места в Палате. Несмотря на то, что они получили 15 % голосов на совпадающих европейских выборах, поставив их на третье место, они не смогли добавить к своему единственному месту.
На выборах в июне 2009 года Люксембургская Партия зеленых ещё больше увеличила свой европейский рейтинг до 16,83 % и направила своего уходящего депутата Европарламента Клода Турмеса в Брюссель и Страсбург для получения третьего мандата. На совпадающих национальных выборах они сохранили статус-кво (+0,13 %). Все его 7 членов парламента были переизбраны. Однако его самый продолжительный член парламента и основатель Жан Гус заявил на следующий день, что он уйдет из парламентской политики в 2011 году в пользу Жозе Лорше.
На всеобщих выборах 2013 года Зеленые стагнировали на уровне 10,1 %, а их число мест сократилось до 6. Однако они стали частью трехпартийного коалиционного правительства с Демократической партией и Люксембургской социалистической рабочей партией во главе с Ксавье Беттелем из ДП. Теперь у «зеленых» есть три министра: Феликс Браз (министр юстиции), Франсуа Бауш (министр устойчивого развития и инфраструктуры), и Кароль Дишбур (министр окружающей среды). Это первый случай, когда зеленые являются частью национального правительства Люксембурга.

## Идеология
Зелёные — это типичная партия зеленых. Устойчивое развитие — это одна из ключевых проблем, стоящих перед ними. Однако такие темы, как экологическая налоговая реформа, возобновляемые источники энергии и энергоэффективность пенсионных фондов, также играют важную роль.
Кроме того, в своей Декларации принципов она наметила, в частности, следующие приоритеты:
- Права человека и солидарность
- Демократия
- Социальная справедливость
- Структурные изменения в экономике
- Равенство полов
- Приверженность к зелёной Европе

## Организация

### Организационная структура
Съезд является высшим органом партии. Он определяет стратегию и политический курс партии и открыт для всех членов партии. Каждые два года съезд избирает руководство партийной организации: двух президентов, исполнительный комитет, партийный совет, в котором также представлены молодёжное крыло партии и гендерный совет, исполнительный совет, представляющий съезд, казначей и совет финансового контроля.

### Международные организации
Зелёная партия Люксембурга является членом Европейской партии зелёных и Глобальных зелёных.